# Le strade dell'innocenza
Le strade dell'innocenza (Blood On The Moon) è un romanzo poliziesco scritto da James Ellroy e pubblicato negli USA nel 1984. Si tratta del primo libro della trilogia composta, oltre che da questo romanzo, anche da Perché la notte e La collina dei suicidi. In tutti e tre i romanzi è protagonista Lloyd Hopkins, agente del Los Angeles Police Department.

## Trama
Il romanzo si apre con l'intervento da parte della Guardia Nazionale nella Rivolta di Watts, a Los Angeles. Il protagonista, Lloyd Hopkins, è un soldato in attesa di entrare nei ranghi del LAPD. Durante la rivolta, Hopkins si trova a fronteggiare il suo sergente che, in un attacco di follia, spara indiscriminatamente all'interno di una chiesa uccidendo numerosi afroamericani. Dopo un confronto serrato, Hopkins è costretto ad uccidere il suo superiore per non venire ammazzato a sua volta.
Diciott'anni dopo, nel 1983, Hopkins è diventato un sergente del LAPD ed è considerato un poliziotto geniale dai suoi colleghi. Quando si ritrova ad indagare sull'omicidio di una giovane donna massacrata in casa sua, Hopkins capisce di avere a che fare con un serial killer che uccide dagli anni '60, ma che non è mai stato catturato a causa del suo cambiamento di modus operandi per ogni delitto. L'indagine di Hopkins diventa quasi un'ossessione per lui, in quanto vuole capire il perché l'uomo uccida. Dopo una serie di complesse investigazioni, finalmente Hopkins arriva vicino a catturare l'omicida in modo completamente illegale: durante lo scontro a fuoco finale il serial killer viene ucciso, ma riesce a ferire gravemente anche l'agente che viene salvato da un collega. Al suo risveglio, le prove degli omicidi sono state distrutte dal collega di Hopkins, salvando così la carriera del protagonista ma lasciandolo senza le risposte che cercava.
La sotto-trama (che si svolge lungo tutti e tre i libri) riguarda Hopkins e la relazione con la sua famiglia. Nonostante l'amore per le tre figlie e la moglie, Hopkins tradisce ripetutamente quest'ultima nel corso della saga. Durante il romanzo, infatti, il protagonista ha una relazione extra-coniugale con una libraia e poetessa, che più tardi si rivelerà essere una delle vittime prescelte dal serial killer.

## Opere derivate
Dal romanzo è stato tratto un film nel 1988, Indagine ad alto rischio (Cop) diretto da James B. Harris, con James Woods nella parte di Lloyd Hopkins e Lesley Ann Warren nella parte di Kathleen McCarthy.

## Edizioni in italiano
- James Ellroy, Le strade dell'innocenza, traduzione di Marco Pensante, Milano: Interno giallo, 1990
- James Ellroy, Le strade dell'innocenza, traduzione di Marco Pensante, Milano: Mondadori, 1993
- James Ellroy, Le strade dell'innocenza, traduzione di Marco Pensante, collana Il Giallo Mondadori n 2525, Milano: 1997
- James Ellroy, Le strade dell'innocenza; Perchè la notte; La collina dei suicidi, Milano: Mondadori, 2007
- James Ellroy, Le strade dell'innocenza, traduzione di Marco Pensante, Torino: Einaudi, 2024